# Archidiocèse d'Oviedo
L'archidiocèse d'Oviedo (en latin de curie : Archidioecesis Ovetensis ; en espagnol : Archidiócesis de Oviedo ; en asturien : Archidiócesis d'Uviéu) est un archidiocèse métropolitain de l'Église catholique en Espagne.

## Histoire
Le diocèse d'Oviedo est érigé en 811.

Logo du diocèse.

En 1105, il s'est retrouvé sans province ecclésiastique et soumis au Saint-Siège.
Au cours du Moyen Âge, Oviedo a joué un rôle important en tant qu'étape du chemin de Saint-Jacques, l'importante route de pèlerinage permettant au diocèse d'être en communication avec l'ensemble de l'Europe. Oviedo elle-même devient une destination pour les pèlerins qui se rendent aux reliques de l'Arche Sainte. Grâce aux relations avec les pays européens, de nombreux monastères bénédictins clunisiens ont prospéré dans la cordillère Cantabrique.
À partir de 1608, la formation du clergé est confiée à l'université d'Oviedo.
Le séminaire diocésain est inauguré en 1851.
Le 17 octobre 1954, en vertu du décret Quum sollemnibus de la Congrégation consistoriale, les limites du diocèse sont révisées pour coïncider avec celles de la province civile, en application du concordat entre le Saint-Siège et le gouvernement espagnol de 1953. Le diocèse d'Oviedo a perdu une grande partie de son territoire avec la cession de toutes les paroisses situées au-delà des frontières des Asturies aux diocèses de Zamora, León, Astorga, Lugo, Mondoñedo-Ferrol et Santander.
Le 27 octobre 1954, il est élevé au rang d'archidiocèse métropolitain par la bulle Cum et Nobis du pape Pie XII.

## Évêques et archevêques
- Liste des évêques et archevêques d'Oviedo

## Églises notables

### Basiliques mineures
- Basilique Santa María
la Real (es), Covadonga
- Collégiale Sainte Marie Madeleine (es), Cangas del Narcea
- Basilique du Sacré-Cœur, Gijón
- Basilique Notre-Dame-de-l'Assomption (es), Llanes

### Patrimoine mondial
- Église Saint-Julien-des-Prés, Oviedo
- Église Saint-Michel-de-Lillo, Oviedo
- Église Sainte-Christine, Lena
- Église Santa María del Naranco, Oviedo